# 菩提街 (雪梨)
菩提街（英語：Lime Street）是澳洲新南威爾斯州雪梨商業中心區的一條僅0.35（0.22英里）的街道，南起靠近達令港的京街，北迄亞士堅街（Erskine Street）。
菩提街是京街碼頭商業發展項目的東邊界線。